# نک‌لایف
نک‌لایف (انگلیسی: NecLife) شرکت داروسازی هندی است، که در سال ۱۹۹۵ تأسیس شد.